# Musée archéologique et ethnographique G.A. Sanna
Le Musée archéologique et ethnographique G. A. Sanna (Museo nazionale archeologico ed etnografico G. A. Sanna en italien) est le principal musée de Sardaigne centro-septentrionale, situé à Sassari.

## Historique
Le musée est nommé en l'honneur de Giovanni Antonio Sanna (it), entrepreneur et homme politique originaire de Sassari.

## Collections
Le musée possède trois sections : archéologie, ethnographie, peinture.

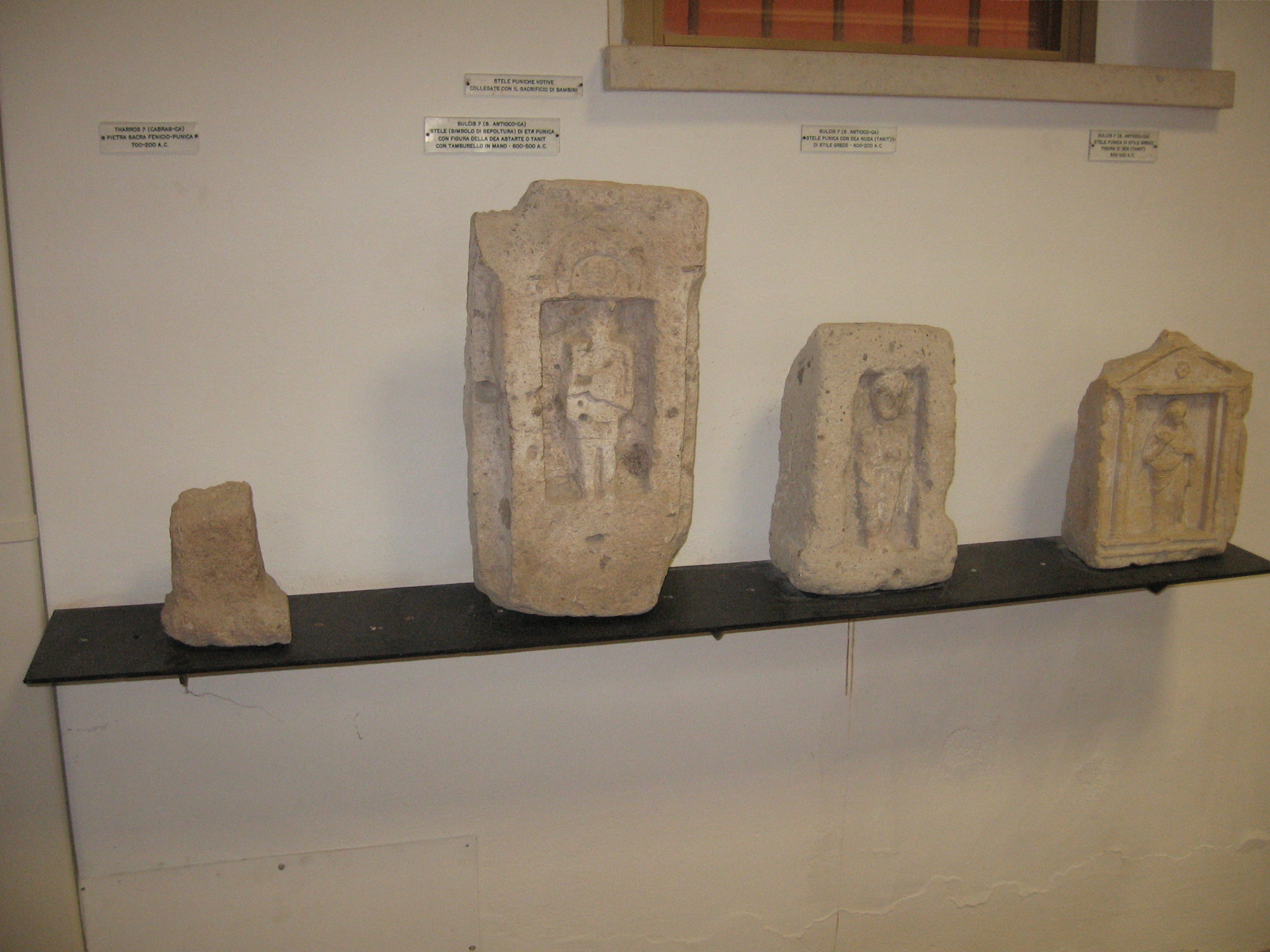
Tombes d'enfants d'époque phénicienne.
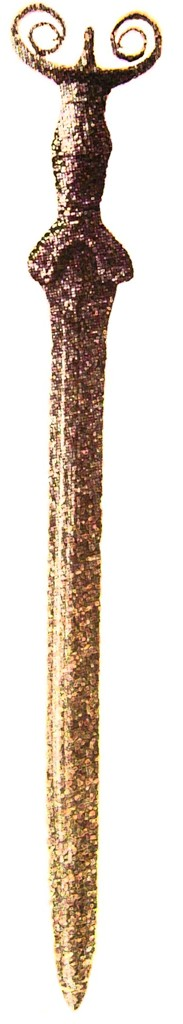
Épée à antenne (it) provenant de Nuraghe Attentu (Ploaghe).
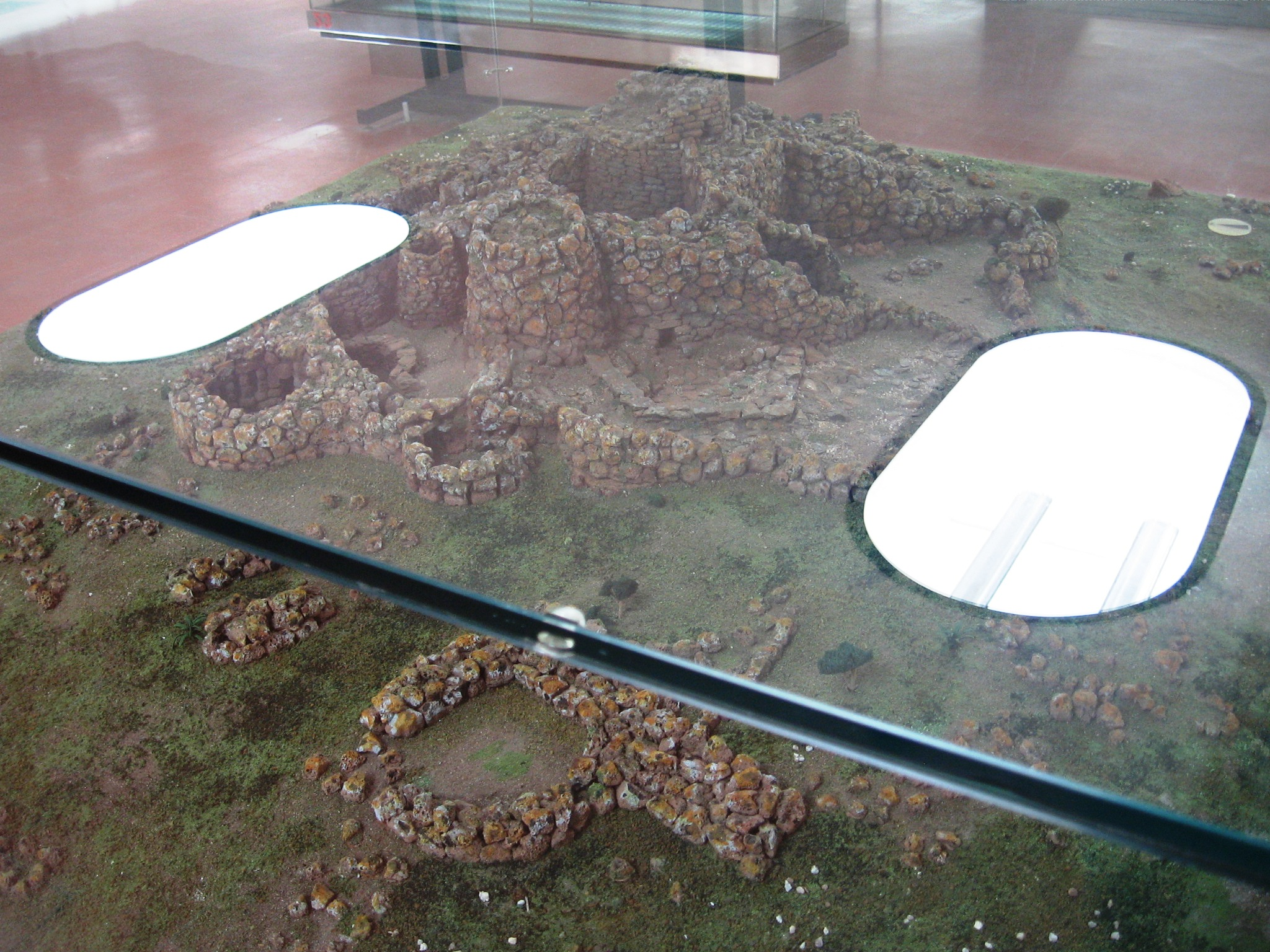
Maquette d'une reconstruction d'un village nuraghe.